# Campeonato Sul-Americano de Clubes de Hóquei em Patins de 2011
O Campeonato Sul-Americano de Clubes de Hóquei em Patins de 2011 foi sediado na cidade de Sertãozinho, São Paulo, Brasil, e decorreu entre os dias 21 e 25 de novembro de 2011. Teve como equipe vencedora o Atlético Huracán.

## Fase de Grupos

### Grupo A
| Time                      | J | V | E | D | GP | GC | SG | Pts |
| ------------------------- | - | - | - | - | -- | -- | -- | --- |
| Olímpia Patín Club        | 3 | 3 | 0 | 0 | 13 | 4  | +9 | 9   |
| Atletico Huracan          | 3 | 2 | 0 | 1 | 8  | 7  | +1 | 6   |
| Clube Português do Recife | 3 | 1 | 0 | 2 | 6  | 11 | −5 | 3   |
| Seleção de Angola         | 3 | 0 | 0 | 3 | 6  | 11 | −5 | 0   |

| 21 Novembro | Clube Português do Recife                                                         | 4 - 2 | Seleção Angola                | Ginásio de Esportes Pedro Ferreira dos Reis |
|             | Rivaldo Severino, Guillermo Ruben, Mauricio Barbosa e João Wanderlei de Siqueira. |       | Afonso Coxe e Rui Andre Gomes |                                             |

| 23 Novembro | Olímpia Patin Club                                         | 3 - 2 | Atlético Huracán    | Ginásio de Esportes Pedro Ferreira dos Reis |
|             | Oviedo Oscar Osvaldo, Fornasari Federico e Sandez Fernando |       | Martin Ginestar (2) |                                             |

| 22 Novembro | Olímpia Patin Club                             | 4 - 2 | Seleção Angola | Ginásio de Esportes Pedro Ferreira dos Reis |
|             | Oviedo Oscar Osvaldo (2) e Sandez Fernando (2) |       | Eusébio (2)    |                                             |

| 22 Novembro | Clube Português do Recife         | 2 - 3 | Atlético Huracán                    | Ginásio de Esportes Pedro Ferreira dos Reis |
|             | Diego Guerreiro e Guillermo Ruben |       | Emmanuel (2) e Martins Ginestar (1) |                                             |

| 23 Novembro | Olímpia Patin Club                                                                                             | 6 - 0 | Clube Português do Recife | Ginásio de Esportes Pedro Ferreira dos Reis |
|             | Maggio Carlos Andres, Oviedo Oscar Osvaldo, Heras Farran Maximiliano, Fornasari Federico e Sandez Fernando (2) |       |                           |                                             |

| 23 Novembro | Atlético Huracán                                       | 3 - 2 | Seleção Angola               | Ginásio de Esportes Pedro Ferreira dos Reis |
|             | Glaria, Juan Pablo; Cordamo, Emmanuel e Martin Ginesta |       | Rui Andre Gomes e João Zumba |                                             |

### Grupo B
| Time                     | J | V | E | D | GP | GC | SG  | Pts |
| ------------------------ | - | - | - | - | -- | -- | --- | --- |
| Unión Vicinal Trinidad   | 3 | 2 | 0 | 1 | 23 | 11 | +12 | 6   |
| Sport Club do Recife     | 3 | 2 | 0 | 1 | 17 | 18 | −1  | 6   |
| Miguel León Prado        | 3 | 1 | 1 | 1 | 11 | 12 | −1  | 4   |
| Sertãozinho Hóquei Clube | 3 | 0 | 1 | 2 | 10 | 20 | −10 | 1   |

| 21 Novembro | Unión Vicinal Trinidad                           | 3 - 6 | Miguel León Prado                                          | Ginásio de Esportes Pedro Ferreira dos Reis |
|             | Gonzalo Miguel Romero(2) e Ricardo Rodrigues(1). |       | Gabriel TudelA (1), Bastian Osorio (3) e Felipe Castro (2) |                                             |

| 21 Novembro | Sertãozinho Hóquei Clube | 6 - 7 | Sport Club do Recife | Ginásio de Esportes Pedro Ferreira dos Reis |
|             |                          |       |                      |                                             |

| 22 Novembro | Sport Club do Recife                                                             | 6 - 2 | Miguel León Prado              | Ginásio de Esportes Pedro Ferreira dos Reis |
|             | Rafael Novaes (1), Fabricio Marimont (1), Bruno Matos (1) e Sebastian Molina (3) |       | Bastian Osorio e Felipe Castro |                                             |

| 22 Novembro | Sertãozinho Hóquei Clube | 1 - 10 | Unión Vicinal Trinidad | Ginásio de Esportes Pedro Ferreira dos Reis |
|             | Mariano Vellasquez       |        | Romero, Gonzalo Miguel (1), Babik, Guilhermo (1), Rodrigues, Ricardo (3), Peralta Scalia, Lucas (1), Nunes, Victor Ariel (1), Rosselot, Leandro (3) |                                             |

| 23 Novembro | Unión Vicinal Trinidad                                                                            | 10 - 4 | Sport Club do Recife                          | Ginásio de Esportes Pedro Ferreira dos Reis |
|             | Romero, Gonzalo Miguel (3); Babik, Guillermo (3); Rosselot, Leandro (3) e Nuñes, Victor Ariel (1) |        | Rafael Novaes, Sebastian Molina e Bruno Matos |                                             |

| 23 Novembro | Sertãozinho Hóquei Clube | 3 - 3 | Miguel León Prado | Ginásio de Esportes Pedro Ferreira dos Reis |
|             |                          |       |                   |                                             |

## Apuramento Campeão
|  | Semifinais             | Semifinais         |   |                        | 1º/2º                 | 1º/2º |  |
|  |                        |                    |   |                        |                       |       |  |
|  | 24 Novembro            |                    |   |                        |                       |       |  |
|  | Unión Vicinal Trinidad | 4                  |   |                        |                       |       |  |
|  | Atlético Huracán       | 5                  |   |                        |                       |       |  |
|  |                        |                    |   |                        |                       |       |  |
|  |                        |                    |   |                        | 25 Novembro           |       |  |
|  |                        |                    |   |                        | Atlético Huracán      | 2     |  |
|  |                        | Olimpia Patin Club | 1 |                        |                       |       |  |
|  |                        |                    |   |                        |                       |       |  |
|  |                        |                    |   |                        |                       |       |  |
|  |                        |                    |   |                        | 3º/4º                 |       |  |
|  | 24 Novembro            | 24 Novembro        |   | 25 Novembro            | 25 Novembro           |       |  |
|  | Olimpia Patin Club     | 12                 |   | Unión Vicinal Trinidad | 5                     |       |  |
|  | Sport Clube do Recife  | 2                  |   |                        | Sport Clube do Recife | 4     |  |

| CAMPEÃO Sul-Americano de Clubes de Hóquei em Patins de 2011 |
| ----------------------------------------------------------- |
| Atlético Huracán PRIMEIRO TITULO                            |

### 5º e 8º Lugar
|  | Semifinais                | Semifinais               |   |                   | 5º/6º                     | 5º/6º |  |
|  |                           |                          |   |                   |                           |       |  |
|  | 24 Novembro               |                          |   |                   |                           |       |  |
|  | Miguel León Prado         | 1                        |   |                   |                           |       |  |
|  | Seleção Angola            | 2                        |   |                   |                           |       |  |
|  |                           |                          |   |                   |                           |       |  |
|  |                           |                          |   |                   | 25 Novembro               |       |  |
|  |                           |                          |   |                   | Seleção Angola            | 2     |  |
|  |                           | Sertãozinho Hóquei Clube | 5 |                   |                           |       |  |
|  |                           |                          |   |                   |                           |       |  |
|  |                           |                          |   |                   |                           |       |  |
|  |                           |                          |   |                   | 7º/8º                     |       |  |
|  | 24 Novembro               | 24 Novembro              |   | 25 Novembro       | 25 Novembro               |       |  |
|  | Sertãozinho Hóquei Clube  | 4                        |   | Miguel León Prado | 9                         |       |  |
|  | Clube Português do Recife | 3                        |   |                   | Clube Português do Recife | 8     |  |

## Classificação Final
| Pos. | País                      |
| ---- | ------------------------- |
| 1.   | Atlético Huracán          |
| 2.   | Olimpia Patin Club        |
| 3.   | Unión Vicinal Trinidad    |
| 4.   | Sport Clube do Recife     |
| 5.   | Sertãozinho Hóquei Clube  |
| 6.   | Seleção de Angola         |
| 7.   | Miguel Leon Prado         |
| 8.   | Clube Português do Recife |